# Pétur Pétursson
Pétur Pétursson (* 27. června 1959, Akranes) je bývalý byl islandský fotbalista, útočník, levé křídlo. Po skončení aktivní kariéry působil jako trenér.

## Fotbalová kariéra
Začínal v islandském týmu ÍA Akranes, se kterým získal v roce 1977 mistrovský titul a v roce 1978 islandský fotbalový pohár. Dále hrál v Nizozemí za Feyenoord, se kterým v roce 1980 získal nizozemský fotbalový pohár. Dále pokračoval v Belgii za RSC Anderlecht a Royal Antwerp FC, znovu v Nizozemí za Feyenoord a poslední zahraniční angažmá měl v španělském týmu Hércules Alicante. Po návratu na Island hrál za ÍA Akranes, se kterým v roce 1986 získal podruhé islandský fotbalový pohár. Kariéru končil v týmu KR Reykjavík. V Poháru mistrů evropských zemí nastoupil ve 12 utkáních a dal 1 gól, v Poháru vítězů pohárů nastoupil v 6 utkáních a v Poháru UEFA nastoupil ve 12 utkáních a dal 7 gólů. Za islandskou reprezentaci nastoupil v roce 1978-1990 ve 41 utkáních a dal 11 gólů.

## Ligová bilance
| Ročník                     | Zápasy | Góly | Klub              |
| -------------------------- | ------ | ---- | ----------------- |
| 1. islandská liga 1976     | 14     | 4    | ÍA Akranes        |
| 1. islandská liga 1977     | 18     | 16   | ÍA Akranes        |
| 1. islandská liga 1978     | 17     | 19   | ÍA Akranes        |
| Eredivisie 1978/79         | 22     | 12   | Feyenoord         |
| Eredivisie 1979/80         | 33     | 23   | Feyenoord         |
| Eredivisie 1980/81         | 14     | 7    | Feyenoord         |
| Jupiler Pro League 1981/82 | 15     | 4    | RSC Anderlecht    |
| Jupiler Pro League 1982/83 | 30     | 8    | Royal Antwerp FC  |
| Jupiler Pro League 1983/84 | 26     | 5    | Royal Antwerp FC  |
| Eredivisie 1984/85         | 19     | 7    | Feyenoord         |
| Primera División 1985/86   | 27     | 5    | Hércules Alicante |
| 1. islandská liga 1986     | 5      | 3    | ÍA Akranes        |
| 1. islandská liga 1987     | 18     | 8    | KR Reykjavík      |
| 1. islandská liga 1988     | 10     | 4    | KR Reykjavík      |
| 1. islandská liga 1989     | 14     | 9    | KR Reykjavík      |
| 1. islandská liga 1990     | 18     | 6    | KR Reykjavík      |
| 1. islandská liga 1991     | 15     | 3    | KR Reykjavík      |
| CELKEM 1. nizozemská liga  | 87     | 49   |                   |
| CELKEM 1. španělská liga   | 27     | 5    |                   |
| CELKEM 1. belgická liga    | 71     | 17   |                   |
| CELKEM 1. islandská liga   | 129    | 72   |                   |